# HD 160529
HD 160529 es una estrella hipergigante situada en la constelación de Escorpión. Es demasiado débil como para ser visible a simple vista, pero es un objetivo fácil para binoculares.

## Características
Éste astro, de tipo espectral A3, es uno de los mejores ejemplos de variable luminosa azul de bajo brillo y masa; se halla a una distancia del Sol de 2,5 kilopársecs, aunque ésta distancia tiene una elevada incertidumbre —del orden del 30%—. 
HD 160529 ha sido clasificada como variable luminosa azul debido a una bajada de brillo de 0,5 magnitudes entre 1983 y 1991 y a un cambio de tipo espectral de A9 a B8; como estrella de tipo espectral A9 era 330 veces mayor que el Sol, 13 veces más masiva, y 288.000 veces más brillante, con una temperatura superficial de 8.000 Kelvin y una magnitud absoluta visual de -8,9, y como B8 es 150 veces mayor que el Sol, con una temperatura superficial de 12.000 Kelvin, pero con la misma luminosidad.
La relativamente baja masa de este astro hace pensar que es una estrella que ha dejado atrás la fase de supergigante roja.